# Маццарино
Маццарино, Маццаріно (італ. Mazzarino, сиц. Mazzarinu) — муніципалітет в Італії, у регіоні Сицилія,  провінція Кальтаніссетта.
Маццарино розташоване на відстані близько 540 км на південь від Рима, 120 км на південний схід від Палермо, 24 км на південний схід від Кальтаніссетти.

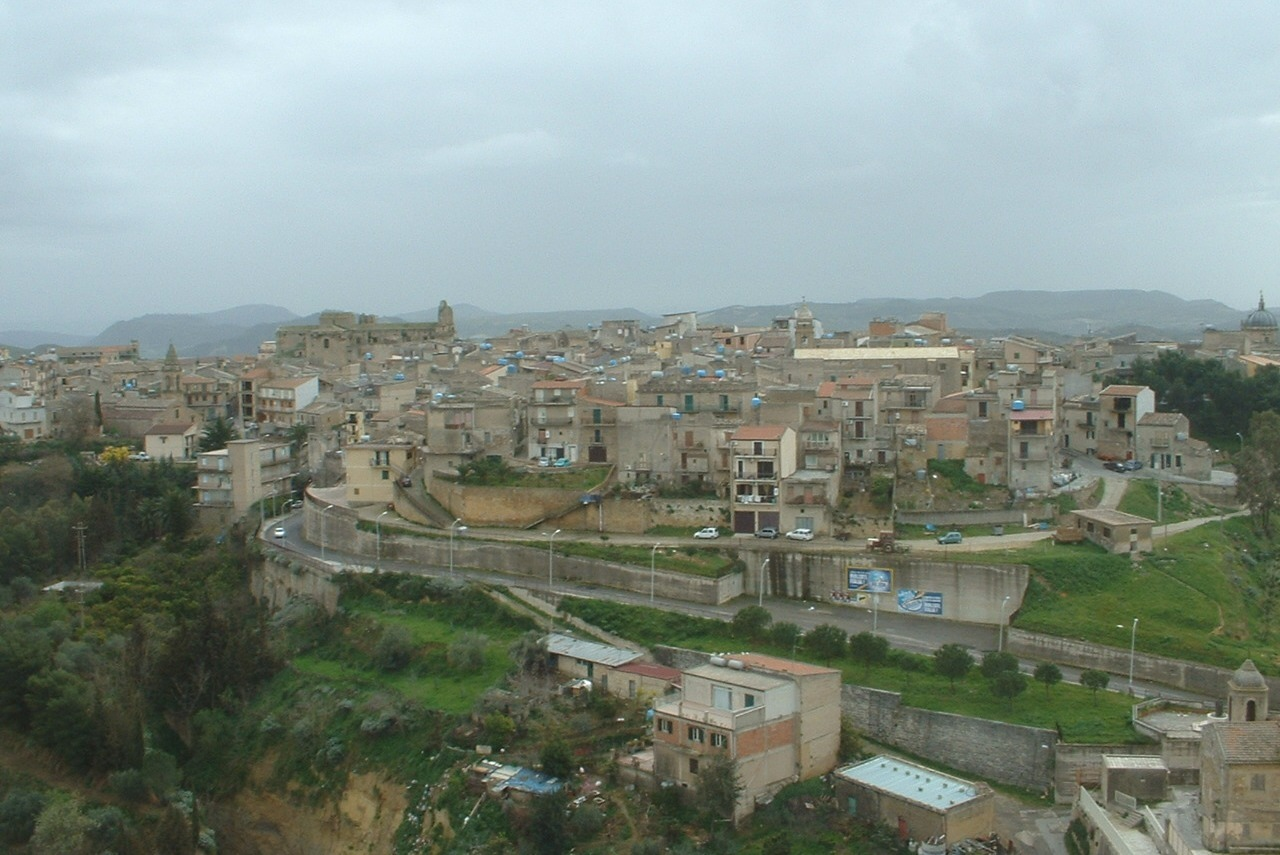

Населення — 12 169 осіб (2014).

## Демографія
Населення за роками:

Станом на 1 січня 2023 року в муніципалітеті офіційно проживало 247 іноземців з 25 країн, серед них 146 громадян країн Євросоюзу та 5 громадян України.

## Сусідні муніципалітети
- Баррафранка
- Бутера
- Кальтаджіроне
- Кальтаніссетта
- Джела
- Нішемі
- П'яцца-Армерина
- П'єтраперція
- Равануза
- Рієзі
- Сан-Коно
- Сан-Мікеле-ді-Ганцарія
- Сомматіно